# 逾越節晚餐

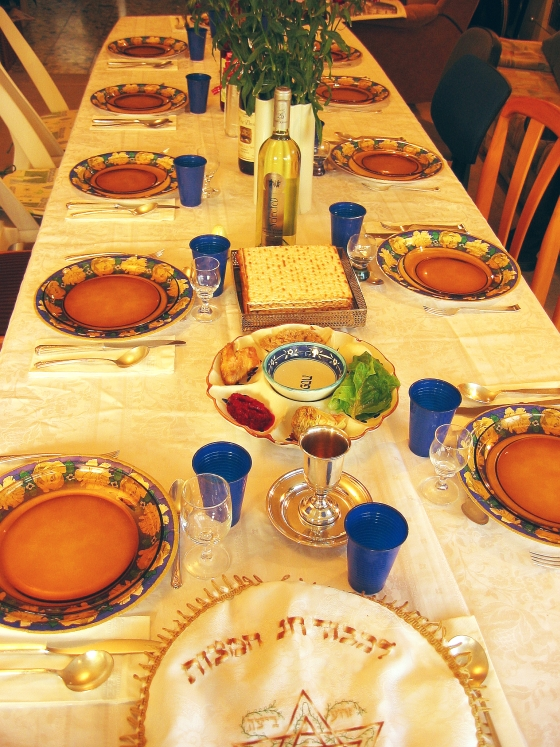
逾越節晚餐

逾越節晚餐（英語：Passover Seder）是猶太教儀式，標誌著逾越節開始。逾越節在尼散月15日的晚上進行。逾越節在以色列持續7天，以色列之外地區則持續8天。
逾越節晚餐由社區或家庭舉行，儀式中講述以色列人从古埃及解放的故事。故事記錄在《希伯來聖經·出埃及记》（Shemot）中。家人和朋友聚集閱讀哈加達，包含以色列人出埃及，猶太法典特殊的祝福和禮儀及逾越節歌曲。
目前逾越節的慶祝方式，是由耶路撒冷聖殿在公元70年第二度被毀開始的。由於聖殿被毀（到公元135年，猶太人甚至被逐出巴勒斯坦），到耶路撒冷過節變成了一句流於形式的話，直到1967年，而羊肉亦變成了羊骨。

## 用餐步骤
1. 點燃火烛，示意晚餐開始
2. 祝禱，喝第一杯酒
3. 洗手
4. 頭盤（青菜浸入鹽水，象徵在埃及被奴役的辛酸，昔日用חרוסת）
5. 掰開一塊無酵餅，把其中一半藏起
6. 打開覆蓋餅的布，邀請窮人進餐
7. 重述逾越故事
8. 第二杯酒，象徵救贖
9. 洗手
10. 祝福無酵餅，然後夾苦菜食用
11. 儀式暫停，享用事前烹調好的晚餐
12. 尋找程序五被藏起來的餅
13. 飯後禱告
14. 第三杯酒
15. 以利亞之杯（邀請彌賽亞來臨）
16. 讚美詩
17. 歌曲
18. 第四杯酒，並祝福：「明年在耶路撒冷過逾越節！」

## 晚餐盤
在晚餐桌中間有一專用的盤，放上幾種食物：
- 象徵奴役的苦菜
- 象徵磚土的חרוסת，一種由果仁、酒、蘋果和肉桂煮成的醬
- 象徵淚水的青菜
- 象徵在節日犧牲的羊骨（不食）
- 象徵對不能在聖殿舉行節日哀悼的蛋（不食）

鹽水和餅分開盛裝。

## 外部連結
- Was Jesus' Last Supper a Seder? （页面存档备份，存于） Biblical Archaeology Society
- Seder Haggadah with Hebrew and English prayers （页面存档备份，存于） Student Reader